# Университет Мияги
Университет Мияги (яп. 東北学院大学) — государственный университет, имеющий два кампуса: в городе Тайва, граничащем с городом Сэндай, и в районе Таихаку города Сэндай.

## История
Университет Мияги был основан в 1997 году. Первоначально в состав учебного заведения входил Факультет медсестёр и факультет управления бизнес-проектами. В 2001 году в университете были созданы программы аспирантуры по сестринскому делу и бизнес-проектированию. После присоединения к университету сельскохозяйственного колледжа Мияги, расположенного в районе Таихаку города Сэндай, в 2005 году, в университете был открыт факультет пищевых, сельскохозяйственных и экологических наук. В результате объединения университет располагается в двух кампусах: в городе Тайва, граничащем с городом Сэндай, и в районе Таихаку города Сэндай.
Политика университета Мияги сформулирована в следующей фразе: «Мы стремимся быть университетом, прочно укоренившимся в местном сообществе, но наши двери и сети открыты для всего мира». Университет Мияги исповедуются принципы «гостеприимства» и «удобства», где под гостеприимством понимается способность понимать других людей на эмоциональном уровне, а под удобством — поддержание открытости среды с точки зрения обучения и живого сообщества.

### Хронология истории университета
- Апрель 1997 — Основание факультета медсестёр и факультета бизнес-проектирования.
- Апрель 2001 — Создание аспирантуры при факультете сестринского дела и аспирантуры при факультете бизнес-проектирования.
- Апрель 2005 — Создание факультета пищевых, сельскохозяйственных и экологических наук.
- Апрель 2009 — Создание аспирантуры при факультете пищевых, сельскохозяйственных и экологических наук.

### Подразделения университета
- Факультет медсестёр (программы международной сестринской помощи и сестринской помощи в случае стихийных бедствий) и аспирантура;
- Факультет бизнес-проектирования (программа бизнес-планирования, включающая изучение бизнес-логики и бизнес-мышления) и аспирантура;
- Факультет пищевых, сельскохозяйственных и экологических наук (два отделения: развития пищевых ресурсов, пищевых наук и бизнеса.
- Центр региональных связей (изучение методов формирования местной политики, развития кооперативного сообщества и бизнес сообщества для решения таких региональных проблем, как сокращение населения, стихийные бедствия, экономические кризисы и т. п.).